# Adam Nagaitis
Adam Matthew Nagaitis (Chorley (Lancashire), 7 juni 1985) is een Engels acteur. Hij speelde in diverse films en series, waaronder Gunpowder Milkshake, A Christmas Carol en The Walking Dead: Daryl Dixon.

## Filmografie

### Film
- 2008: The Local, als Jack Lord
- 2014: '71, als Jimmy
- 2014: Snow in Paradise, als Gravesy
- 2014: The Inbetweeners 2, als Pete
- 2014: Peterman, als Dave
- 2015: Victor Frankenstein, als Winthrop
- 2015: Suffragette, als meneer Cummins
- 2017: The Man with the Iron Heart, als Karel Čurda
- 2018: The Commuter, als conducteur Jimmy
- 2021: Gunpowder Milkshake, als Virgil
- 2021: The Last Duel, als Adam Louvel
- 2024: American Star, als Ryan
- 2024: Upholstergeist, als broer

### Televisie
- 2000: Children's Ward, als Delboy
- 2004: The Courtroom, als Kevin Hoad
- 2004: Outlaws, als Dean Small
- 2013: Law & Order: UK, als William Braxton
- 2014: Happy Valley, als Brett McKendrick
- 2015: Code of a Killer, als Ian Whenby
- 2015: Banished, als Private Buckley
- 2015: You, Me and the Apocalypse, als Todd jr.
- 2016: Houdini & Doyle, als George Gudgett
- 2016: To Walk Invisible, als Branwell Brontë
- 2018: The Terror, als Cornelius Hickey
- 2019: Chernobyl, als Vasily Ignatenko
- 2019: A Christmast Carol, als Fred
- 2022: Red Rose, als Rick Bennett
- 2023: The Gold, als Micky McAvoy
- 2023: The Walking Dead: Daryl Dixon, als Quinn
- 2024: The Responder, als Franny
- 2024-2025: The Agency, als oma
- 2025: A Thousand Blows, als Graaf van Lonsdale

### Radio
- 2012: Une Vie, als Julien
- 2012: The Loving Ballad of Captain Bateman, als Derek
- 2012: 55 and Over, als Sam
- 2012: The Christmas Diaries, als Joseph
- 2017: The Archivist, als Ben